# Sorex monticolus
Sorex monticolus е вид бозайник от семейство Земеровкови (Soricidae).

## Разпространение
Среща се в Аляска, западните части на Канада и САЩ (във Вашингтон, Айдахо, Монтана, Юта, Колорадо, Ню Мексико, Аризона, Орегон, Невада и Калифорния), както и в Мексико.